# Pachydactylus namaquensis
Pachydactylus namaquensis (Sclater, 1898) è un sauro della famiglia Gekkonidae, endemico dell'Africa australe.

## Biologia

### Riproduzione
È una specie ovipara.

## Distribuzione e habitat
Il suo areale comprende la parte occidentale della provincia del Capo settentrionale del Sudafrica e l'estrema propaggine meridionale della Namibia.